# Чугуевский мясокомбинат
Чугуевский мясокомбинат (укр. Чугу́ївський м’ясокомбінат) — предприятие пищевой промышленности в городе Чугуев Харьковской области.

## История

### 1937 - 1991
Предприятие было создано в 1937 году в соответствии со вторым пятилетним планом развития народного хозяйства СССР.
Во время Великой Отечественной войны в ходе боевых действий и немецкой оккупации города мясокомбинат был полностью разрушен, но в соответствии с четвёртым пятилетним планом восстановления и развития народного хозяйства СССР - восстановлен и введён в строй в начале 1950х годов.
В советское время мясокомбинат (вместе с шестью другими мясокомбинатами области, Харьковским птицекомбинатом и 17 обеспечивавшими их деятельность заготовительными совхозами) входил в состав Харьковского областного производственного объединения мясной промышленности и являлся одним из ведущих предприятий города.

### После 1991
После провозглашения независимости Украины мясокомбинат был передан в коммунальную собственность Харьковской области и прекратил производственную деятельность.
В мае 1995 года Кабинет министров Украины принял решение о приватизации предприятия.
В 2003 году началась реконструкция предприятия, которое было оснащено оборудованием немецкого производства. Первая очередь мясокомбината была введена в эксплуатацию 9 января 2006 года, официальная церемония открытия комбината состоялась 7 февраля 2006 года.

## Современное состояние
В составе комбината - колбасный цех и цех-холодильник на 600 тонн мяса.